# Jakoubek z Vřesovic
Jakoubek z Vřesovic (asi 1390?–1462) byl husitský hejtman, válečník, politik, diplomat a příslušník rodu pánů z Vřesovic. Po Žižkově smrti se stal jedním z předních husitských hejtmanů. Jeho působištěm byly severozápadní Čechy, kde získal rozsáhlý majetek.
Patřil mezi pragmatické politiky a dobré diplomaty. Vyznačoval se velkou odvahou a statečností, ale také charakterovou nestálostí a prospěchářstvím – neváhal měnit strany podle momentální potřeby. Postupně spolupracoval s žatecko-lounským svazem, Zikmundem Lucemburským, Albrechtem Habsburským, Oldřichem z Rožmberka a Jiřím z Poděbrad. Současně se zaměřoval na budování silného rodového dominia v severozápadních Čechách, které pak sloužilo jako mocenská základna pánů z Vřesovic. Jediným Jakoubkovým synem byl Jan z Vřesovic.

## Husitské války

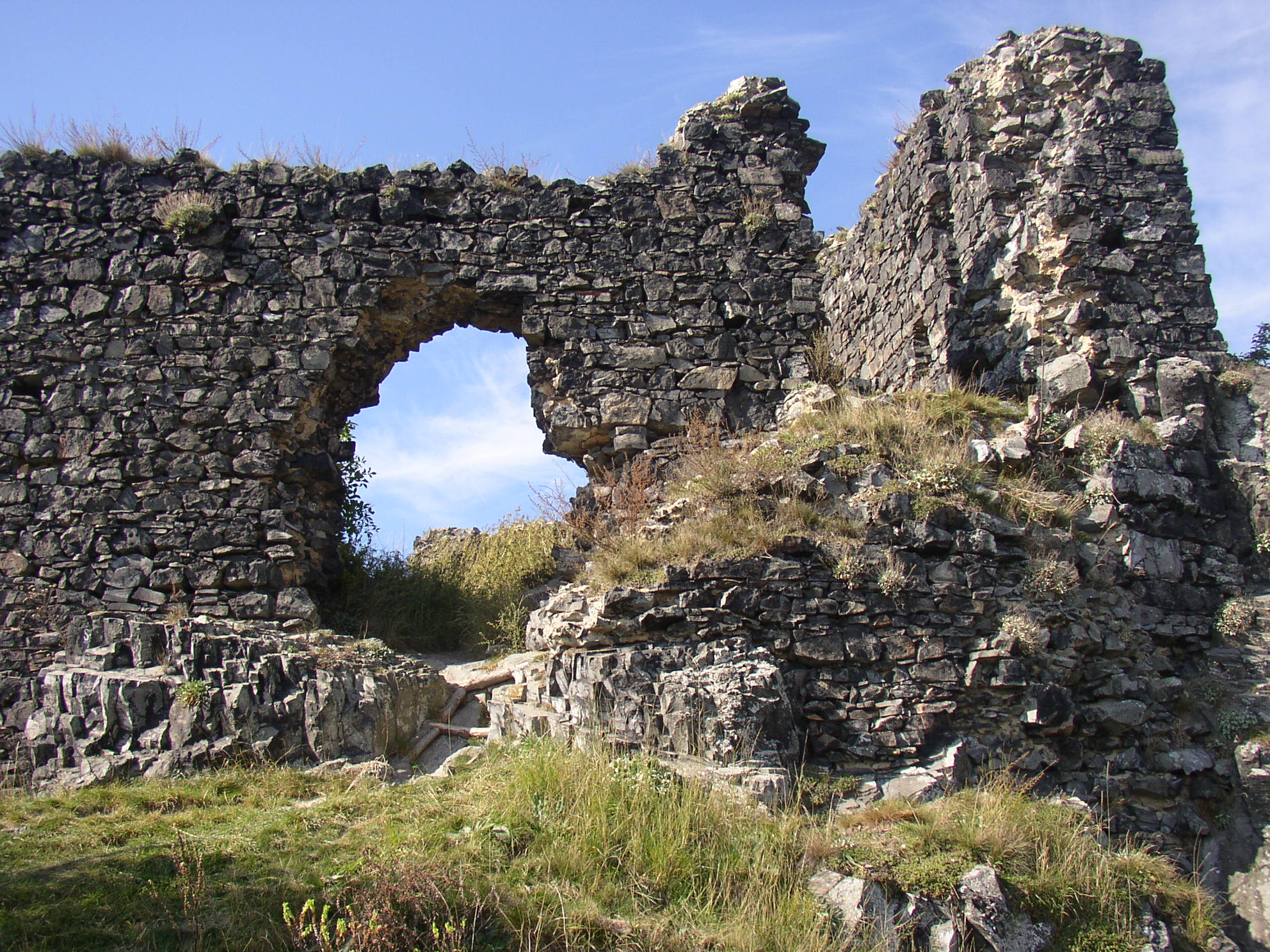
Oltářík

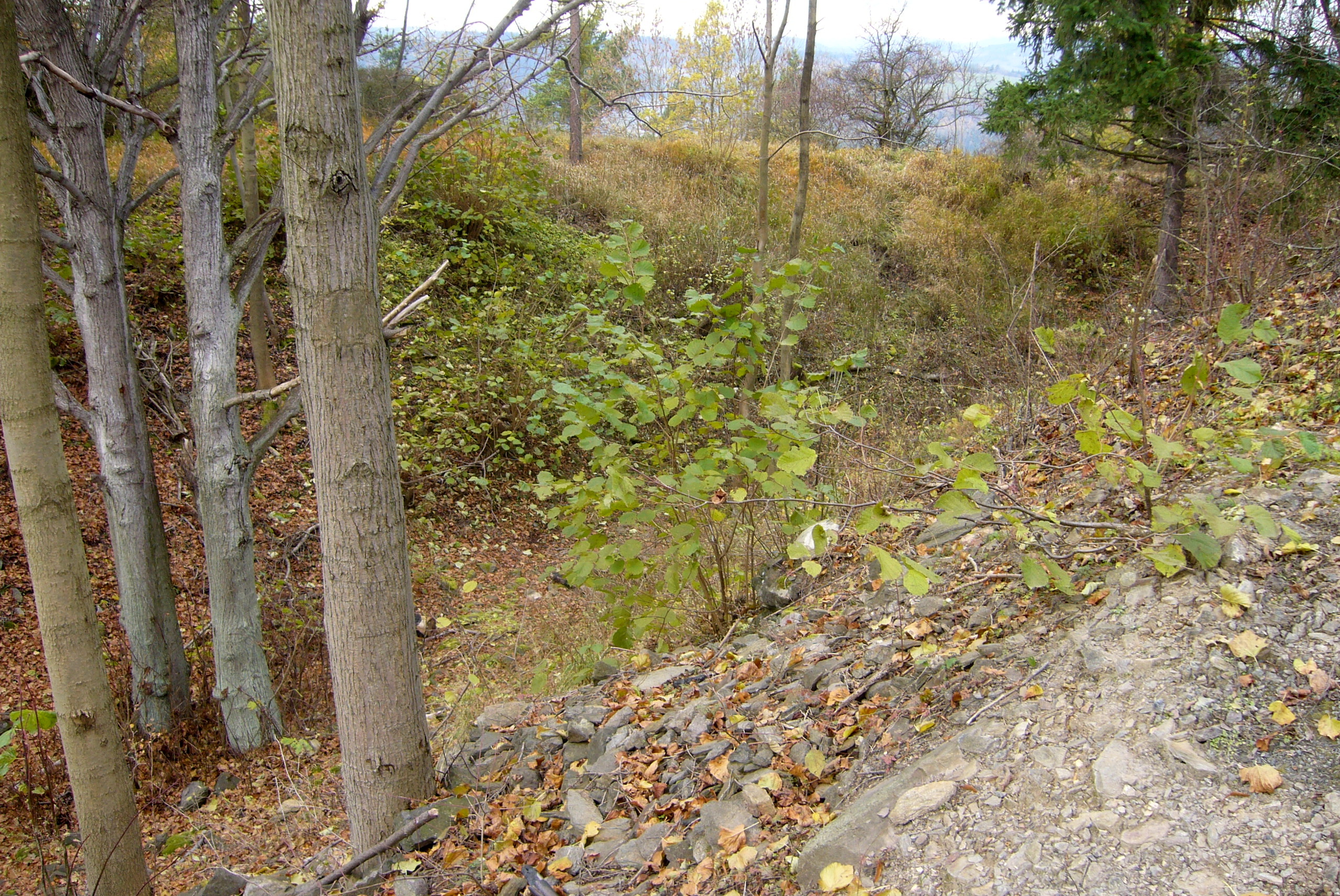
Nevděk

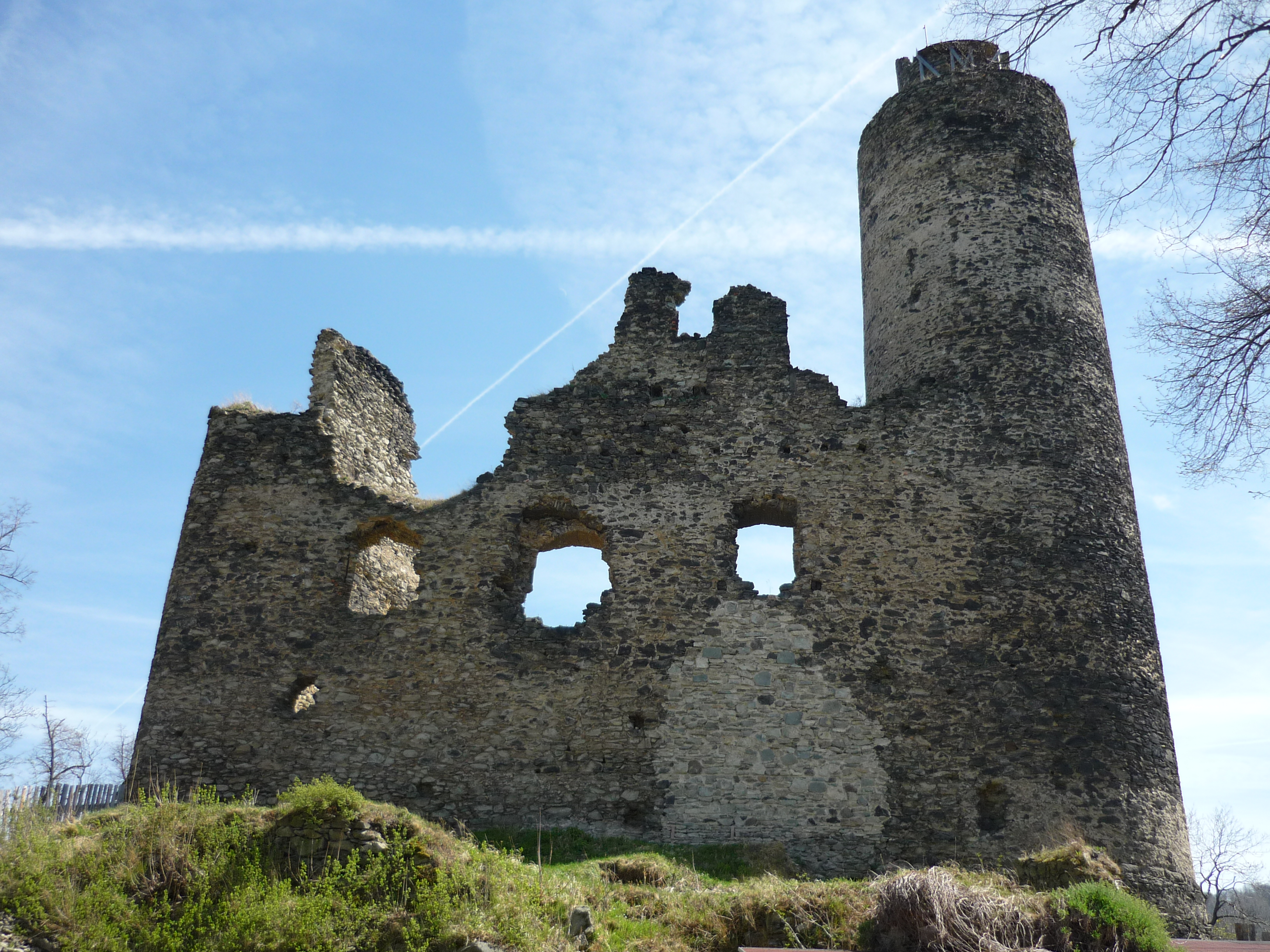
Kostomlaty

Přesné datum jeho narození není známo, ale nejspíš se narodil kolem roku 1390. Tento zchudlý šlechtic pocházel z jižní Moravy z Vřesovic. Vlastním jménem se jmenoval Jakub, ve své době byl však známější pod přezdívkou Jakoubek, zřejmě proto, že byl malé postavy. První zmínky o něm pochází až z roku 1426, kdy je doložen jako hejtman v Bílině.
Zúčastnil se mimo jiné bitvy u Ústí nad Labem roku 1426, přičemž po husitském vítězství získal pod svou správu Ústí, které ovládal pravděpodobně až do roku 1436. Po bitvě husitští velitelé zakázali brát zajatce, přesto se údajně pokusil zachránit saského šlechtice Walkenberga z Wolsteinu, aby za něj mohl získat výkupné.
Od roku 1427 sídlil ve Žluticích, kde si později nechal vybudovat hrady Nevděk a Mazanec. Roku 1432 se v Chebu zúčastnil jednání husitů se zástupci Basilejského koncilu. Roku 1434 na českém provinciálovi Řádu německých rytířů Albrechtu z Dubé a Lipé obléhal hrad Kostomlaty. Obléháním se vyhnul podpoře táboritů a sirotků Prokopa Holého v bitvě u Lipan a zároveň vázal vojenské oddíly severočeské katolické šlechty, které tak nemohly zasáhnout do bitvy.
Zachoval si bojeschopné vojsko, s nímž posléze vlivně zasahoval do českých vnitřních poměrů. Byl sice od obléhaného hradu vylákán vojsky plzeňského landfrýdu, Aleše Holického ze Šternberka a karlštejnskou posádkou a střetl se s nimi v bitvě u Řevničova, ve které byl poražen. Přesto se vrátil ke Kostomlatům, které nakonec dobyl. Po skončení husitské revoluce hrad formálně koupil od dědiců, a tak svou držbu legalizoval.
V létě 1434 bojoval za Bavorským lesem, kde vypálil klášter ve Waldsassenu. Nedlouho poté neváhal přijmout Zikmunda Lucemburského za českého krále, protože věděl, že mu panovník potvrdí jeho majetky z dob revoluce. Tento záměr mu vyšel, navíc Zikmund mu věnoval majetky bývalého teplického kláštera, dále Chomutov, Toužim, Ploskovice a Pátek. Zikmund jej roku 1437 krátce před svou smrtí jmenoval hejtmanem žateckého kraje.

## Polipanské období
Po smrti Zikmunda Lucemburského vypukly v Českém království spory o osobu jeho nástupce. Zatímco Jakoubek podporoval rakouskou kandidaturu Albrechta Habsburského, severočeští husité žádali trůn pro polského krále Kazimíra Jagellonského. Roku 1438 se v rakouském vojsku zúčastnil obléhání Tábora. Král Albrecht Jakoubka pověřil doprovodem jeho saských a durynských spojenců za hranice. Nedaleko Bíliny byl Jakoubek napaden Lounsko-žateckým svazem a v bitvě u Želenic 23. září 1438 jej na hlavu porazil. Za svou věrnost byl odměněn, když získal důležitý post hejtmana litoměřického kraje. V roce 1440 byl jedním ze signatářů listu mírného. V dalších letech pak byl pověřován důležitými úkoly především diplomatického charakteru (významná poselstva do zahraničí vedl např. v letech 1441 a 1443). Rovněž se nadále prosazoval jako válečník a kondotiér. Účastnil se bojů se saskými knížaty a obléhání hradů Děčín, Jivník a Perštejn. Poloha hradu Jivník není známá, ale je možné, že byl jedním z bezejmenných hradů v Českosaském Švýcarsku.

## Závěr kariéry
Za vlády Ladislava Pohrobka a Jiřího z Poděbrad se Jakoubek často soudil s předchozími majiteli statků, které držel. Během padesátých let patnáctého století o některé ze svých majetků přišel (např. hrad Egerberk nebo město Chomutov). Na počátku roku 1452 se účastnil sněmu na Staroměstské radnici v Praze a byl jedním z volitelů Jiřího z Poděbrad zemským správcem. Přesné datum jeho úmrtí není známo, ale s největší pravděpodobností zemřel mezi 1. říjnem a 18. prosincem 1462.